# Steyermarkochloa
Steyermarkochloa is een geslacht uit de grassenfamilie (Poaceae). De soorten van dit geslacht komen voor in Zuid-Amerika. 
Het geslacht is vernoemd naar de Amerikaanse botanicus Julian Alfred Steyermark (1909-1988). 

## Soorten
De Catalogue of New World Grasses [6 december 2011] erkent de volgende soort:
- Steyermarkochloa angustifolia